# Frans Hin
Franciscus ("Frans") Fidelio Joseph Hin (Haarlem, 29 januari 1906 – aldaar, 6 maart 1968) was een Nederlands zeiler die heeft deelgenomen aan de Olympische Spelen.
In 1920 nam hij samen met zijn broer Johan en hun vader Cornelis deel aan de Olympische Zomerspelen van Antwerpen in de klasse 12-voets jollen in hun boot de Beatrijs III. Ze wonnen daarbij de gouden medaille.